# Blepharita baltica
Blepharita baltica är en fjärilsart som beskrevs av Erich Martin Hering 1846. Blepharita baltica ingår i släktet Blepharita och familjen nattflyn. Inga underarter finns listade i Catalogue of Life.